# Бюро Целлариуса
«Военная организация „Финляндия“» («Kriegsorganisation Finnland») — подразделение абвера в Финляндии и Эстонии. Организовано в середине 1939 года в Хельсинки.
В русскоязычной литературе в основном известно как «Бюро́ Целла́риуса» — по имени возглавлявшего его с 1941 года фрегаттен-капитана Александра Целлариуса (он же Келлер); тот одновременно занимал посты германского атташе в Швеции и Финляндии, а в начале 1941 года — ещё и начальника германо-эстонского штаба.
После оккупации немцами Эстонии бюро переехало в Таллин, сменив при этом название на «Abwehrnebenstelle Reval» («Местная резидентура „Реваль“»).